# 1713 Bancilhon
1713 Bancilhon је астероид главног астероидног појаса са средњом удаљеношћу од Сунца која износи 2,228 астрономских јединица (АЈ).
Апсолутна магнитуда астероида је 13,3.